# Aguntum
Aguntum fu un municipio romano della provincia del Norico, localizzato circa 4 km a est di Lienz, lungo la valle della Drava, in Austria.
L'origine della città sembra risiedere nell'esigenza di sfruttare le risorse minerarie lociali, in particolare ferro, rame, zinco e oro.
In epoca paleocristiana, la città era sede di diocesi.

## Storia
In quest'area del Tirolo orientale si collocava la tribù dei Laianci, dei quali parecchi insediamenti a castelliere, finora scarsamente investigati, coronano molte delle colline della valle.
Un vicus per le attività commerciali si sviluppò nel sito di Aguntum, nel luogo ove si intersecavano la valle della Drava e un'importante strada che conduceva ai giacimenti d'oro degli Alti Tauri.
Le vestigia romane più antiche corrispondono a una struttura lignea a due camere scoperta sotto le terme e databile alla metà del I secolo a.C.
Secondo Plinio il Vecchio, l'imperatore Claudio concesse ad Aguntum lo stato di municipium, attestato in alcune iscrizioni anche funerarie, che fanno riferimento ai cultores Genii municipii Agunti.
Il nome ufficiale della città era Municipium Claudium Aguntum. 
Non vi sono evidenze archeologiche della presenza di accampamenti militari nell'area.
In epoca romana ad Aguntum facevano capo due strade romane, la via Iulia Augusta, che da Aquileia risaliva la valle del Tagliamento e scendeva nella valle della Drava attraverso il passo di Monte Croce Carnico e la via in compendium, convenzionalmente denominata dagli storici via Aguntum-Vipitenum, che attraverso la val Pusteria collegava la Iulia Augusta alla diramazione della via Claudia Augusta che da "Pons Drusi" (Bolzano) lungo la vallata dell'Isarco conduceva a Vipiteno e a "Veldidena" (Innsbruck) attraverso il passo del Brennero.
Aguntum era un centro minerario e commerciale, che sfruttava le risorse locali di ferro, rame, zinco e oro.
Nella città, gli artigiani lavoravano i metalli per produrre beni che erano commercializzati altrove.
Oltre ai metalli, la città esportava legname, prodotti caseari e cristalli provenienti dalle montagne della catena dei Tauri.
La scoperta di uno strato di cenere e dei resti di un uomo e di un bambino nell'edificio termale testimoniano il sacco di Aguntum operato dai barbari invasori di Radagaiso e Alarico.
Un secondo sacco della città fu compiuto da Attila con i suoi Unni; tale evento è attestato da una moneta datata al 452 d.C. rinvenuta in uno strato di cenere posto a un livello più elevato.
Quando l'Impero romano d'Occidente collassò, Aguntum passò sotto il controllo degli Ostrogoti e in seguito vi combatterono Franchi, Bizantini e Bavari.
Paolo Diacono riporta di una grande battaglia combattuta nel 610 d.C. tra Garibaldo II di Baviera e gli Avari, nel corso della quale Garibaldo fu completamente sconfitto.
Aguntum fu distrutta e anche Lavant subì un grosso incendio.
Nell'area non furono ordinati altri vescovi e la popolazione romana sopravvissuta trovò rifugio nelle fortezze poste sulle cime delle colline, mentre i barbari si insediarono nella fertile valle.
Ripetutamente interessate dalle alluvioni del Debantbach, le rovine di Aguntum rimasero visibili fino al XVI secolo, poiché nel 1599 Veit Netlich, un avvocato, menzionava lastre tombali riportanti una "scrittura sconosciuta" e riferiva che "secondo un mito, qui sorgeva una città pagana".
Lo storico Theodor Mommsen ipotizzò che le rovine fossero quelle di Aguntum, una teoria che fu confermata nel 1882 quando fu scoperta una lastra di marmo su cui era inciso il nome.

## Descrizione

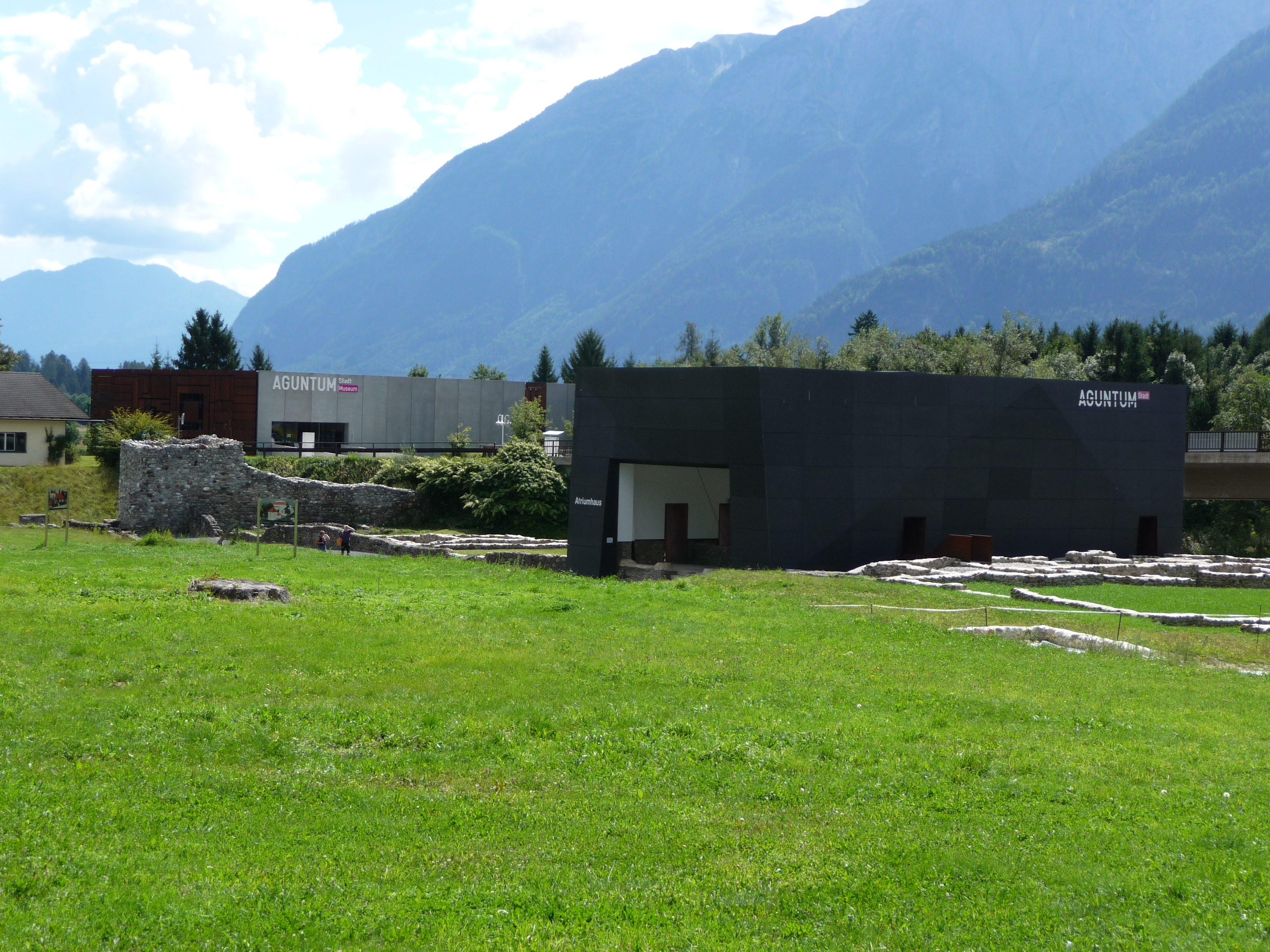
Museo di Aguntum

Un piccolo museo conserva gli oggetti rinvenuti nel corso degli scavi.
Fra questi vi sono lastre sepolcrali dipinte, maschere ceramiche, oggetti in bronzo, monete. Inoltre, sono presenti pannelli ricostruttivi.
Un ampio edificio moderno ricopre i resti della Casa dell'Atrio, un'elegante villa nel cui atrio si trovavano una fontana e un tavolo di marmo.
La villa si estendeva su un'area di 2500 m2 ed è l'edificio residenziale più esteso di Aguntum sinora rinvenuto.
A est della Casa dell'Atrio si trovano le porte della città, che si ergono ancora per 3-4,5 m in altezza.
Le mura, che erano spesse circa 2,2-2,5 m, consistono di un doppio muro di pietre tagliate il cui interno era stato riempito di terra e ciottoli; esse sono state scavate per 30 m in direzione nord e 75 m verso sud, ma il circuito delle mura non è ancora stato identificato al di fuori di questi tratti.
Probabilmente, il vicino rio Debant ha ricoperto il sito così intensamente con detriti trascinati a valle dalle montagne.
La data di costruzione delle mura è incerta. I materiali di riempimento incorporati si riferiscono all'imperatore Adriano, ma considerazioni sullo stile fanno propendere per il III secolo d.C.
Un'ulteriore questione riguarda lo scopo per il quale queste mura furono costruite.
Come motivazione sono state indicate le guerre con i Marcomanni, combattute verso il 170 d.C., come anche è stata indicata l'invasione da parte degli Alemanni avvenuta nel III secolo d.C., ma altri hanno suggerito che le mura fossero state edificate principalmente per difendere la città da alluvioni o smottamenti, una ragione non impossible se l'industria attiva in città portava a una deforestazione estensiva delle colline circostanti.
Un'ipotesi finale è che le mura e la porta fossero state edificate in origine per mostra, ma che poi furono estese e migliorate, per reggere l'impatto degli Alamanni.
Nel sito è stato rinvenuto un esteso quartiere artigianale, in cui sono presenti botteghe per varie attività.
Parecchi fra gli edifici hanno gli angoli protetti da grandi paracarri, probabilmente per evitare che i carri potessero danneggiarli mentre transitavano per le strette vie.
L'impianto termale rinvenuto è molto grande (indice questo della dimensione della città romana), con numerose vasche marmoree collocate a distanza dalle pareti delle stanze, per permettere all'aria calda di circolare sotto e attorno ad esse. Questo è il complesso termale romano più ampio fra quelli finora scoperti in Austria. Fu edificato inizialmente sotto il principato di Tiberio, ma fu distrutto da un incendio verso la fine del I secolo d.C.; fu quindi ricostruito in uno stile più "moderno" e ulteriormente ampliato nel II e nel III secolo d.C.
Anche il foro è stato scavato. A un lato di esso si erge un edificio circolare, forse parte del così chiamato "Edificio sfarzoso". Questo edificio è effettivamente a pianta quadrata, ma un muro interno definisce un grande cerchio che è pavimentato con lastre di marmi policromi.
Il perimetro del cerchio è suddiviso in alcune camere. Uno stretto canale attraversa il centro del pavimento (probabilmente si tratta di un inserimento successivo alla caduta in disuso dell'edificio), ma il suo scopo non è tuttora chiaro.